# Excirolana natalensis
Excirolana natalensis är en kräftdjursart som först beskrevs av Vanhoeffen 1914.  Excirolana natalensis ingår i släktet Excirolana och familjen Cirolanidae.
Artens utbredningsområde är Madagaskar. Inga underarter finns listade i Catalogue of Life.